# Carmelita Jeter
Carmelita Jeter (Gardena, Califòrnia, 24 de novembre de 1979) és una atleta nord-americana de 100 i 200 m llisos. Posseeix la segona millor marca de la història en la prova de 100 m, i ostenta un títol mundial de l'especialitat. És germana del jugador de bàsquet Pooh Jeter.

## Trajectòria
Després de superar una lesió que li va impedir córrer a plenitud entre els anys 2003 a 2005, Jeter va començar a destacar l'any 2007 en la prova de 100 m arran del primer lloc obtingut en l'Adidas Track Classic (11,05 s); la medalla de bronze del Campionat Mundial d'Atletisme (11,02 s), i el primer lloc del World Athletics Final a Stuttgart (11,10 s).
Per 2009, després que en 2008 no havia aconseguit classificar als Jocs Olímpics de Pequín, va obtenir un altre tercer lloc en el campionat mundial de Berlín (10,90 s). També va aconseguir un altre primer lloc del World Athletics Final, en Salónica, on va establir la tercer millor marca de la història en els 100 m llisos (10,67 s), la qual va millorar set dies després en Xangai (10,64 s), per la qual cosa es va situar com la segona millor corredora en la prova de tots els temps, després de Florence Griffith Joyner. Pel 2010 va ser una de les guanyadores de la Lliga de Diamant.
L'any 2011, en la seva tercera aparició en un Campionat Mundial d'Atletisme, Jeter va aconseguir el seu primer títol absolut dels 100 m amb un temps de 10,90 s, per davant de la jamaicana Veronica Campbell-Brown (10,97 s); i com a part de l'equip nord-americà de 4x100 m, es va agenciar una altra presea daurada.
També va arribar a la final dels 200 m (22,37 s), però aquesta vegada va arribar en la segona posició, sent Campbell-Brown la guanyadora (22,22 s). Així mateix, va acabar com a vencedora en les proves de 100 i 200 m en la Lliga de Diamant. Aquests assoliments li van valer el mereixement del Premi Jesse Owens al costat de Jesse Williams.
Per a l'any 2012, en la seva primera aparició en Jocs Olímpics, els quals van tenir lloc en Londres, va arribar a la final dels 100 m, i amb un temps de 10,78 s va aconseguir el segon lloc per darrere de Shelly-Ann Fraser-Pryce (10,75 s); mentre que en els 200 m va aconseguir la medalla de bronze amb registre de 22,14 s. No obstant això, va conquistar la medalla d'or com a part de l'equip de relleu 4x100 m al costat de Tianna Madison, Allyson Felix, i Bianca Knight; sent ella mateixa l'últim relleu. A més, les nord-americanes van imposar un nou rècord mundial i olímpic de 40,82 s, els quals s'havien mantingut des de 1985 i 1980, respectivament.
En el Campionat Mundial d'Atletisme de 2013 celebrat en Moscou, va guanyar la medalla de bronze amb un temps de 10,94 segons, quedant per darrere de la jamaicana Shelly-Ann Fraser-Pryce (10,71 segons) i la ivoriana Murielle Ahouré (10,93 segons).
El 2015 es va situar cinquena a Eugene per la Lliga de Diamant (11,02) en els 100 m, i va aconseguir la medalla de plata al Campionat Mundial de Carreres de Relleus com a part de l'equip de 4×100 m. No va poder, no obstant això, formar part de la delegació nord-americana pel campionat mundial de Pequín. De fet va sofrir una lesió en la seva cama esquerra en el campionat nacional en el mes de juny durant la prova dels 100 m.
En pista coberta, va conquistar la medalla de plata en la prova de 60 m llisos en Doha 2010 (7,05 s).

## Marques personals
| Prova                | Temps   | Vent | Lloc              | Data       |
| -------------------- | ------- | ---- | ----------------- | ---------- |
| 55 m (pista coberta) | 6,84 s  |      | Fresno (USA)      | 21/01/2008 |
| 60 m (pista coberta) | 7,02 s  |      | Albuquerque (USA) | 28/02/2010 |
| 100 m                | 10,64 s | +1,2 | Xangai (CHN)      | 20/09/2009 |
| 200 m                | 22,11 s | +1,0 | Oregon (USA)      | 30/06/2012 |
| 4x100 m              | 40,82 s |      | Londres (GBR)     | 10/08/2012 |